# Magnus av Ösel
Magnus av Ösel, född 26 augusti 1540, död 18 mars 1583, var en dansk prins.

## Biografi
Magnus var son till Kristian III av Danmark och Dorothea av Sachsen-Lauenburg.
Han erhöll 1560 av sin äldre bror Fredrik II av Danmark Biskopsdömet Ösel-Wiek som Fredrik nyss tagit kontrollen över, mot att han avstod sitt hertigdöme Slesvig och Holstein, och köpte själv därefter Biskopsdömet Kurland. Slösaktig och njutningslysten, var han dock inte lämpad att skapa ordning i den sönderfallande tyska ordensstaten, även om läget vid hans övertagande av makten var förhållandevis gynnsamt. Magnus undanträngdes från Estland av Erik XIV, och från Kurland av Polen.
Efter åtskilliga äventyr begav han sig 1570 till Ivan den förskräcklige och fick av denne i uppdrag att som "kung av Livland" erövra Östersjöprovinserna. Inte heller nu hade han framgång. Trots att han blivit gift med en rysk prinsessa, Maria Vladimirovna av Staritsa, en brorsdotter till tsaren, flydde han 1578 till Polen, där han levde i fattigdom under sina sista år.